# ولسوالی ادرسکن
ادرسکن یکی از ولسوالی‌های ولایت هرات در شمال باختری افغانستان است. که در گذشته نچندان دور با نام آذرشکن یاد می‌شد. جمعیت آن در سال ۱۴۰۰ ه‍.خ، ۱۹۸،۹۴۴ نفر اعلام شده‌است. ادرسکن دارای بیش از ۶۰۰ قریه کوچک و بزرگ است اکثر مردم در این ولسوالی مشغول دام پروری و کشاورزی به صورت سنتی هستند. هاروت رود که به نام رود ادرسکن نیز یاد می‌شود از شرق به جنوب این ولسوالی می‌گزرد.
ادرسکن در زمان غزنویان که والی هرات بود شکارگاه سلطان مسعود غزنوی بود. بیهقی می‌گوید:
و همچنین به شکار شیر رفتی تا ختن، اسفزار و آذرشکن و از آن بیشه ها به فراه و شیرنر چون بر آنجا بگذشتی، به بُست و غزنین بیامدی. و پیش شیر تنها رفتی و نگذاشتی کسی از غلامان او را یاری دادندی. و از آن چنین کردی که چندان زور و قوت دل داشت که اگر سلاح بر شیر زدی و کارگر نیامدی به مردی و مکابره شیر را بگرفتی و پس به زودی بکشتی.— تاریخ بیهقی